# Les Paroches
Les Paroches település Franciaországban, Meuse megyében. Lakosainak száma 415 fő (2022. január 1.). Les Paroches Chauvoncourt, Dompcevrin, Fresnes-au-Mont és Maizey községekkel határos.

## Népesség
A település népességének változása:
| Lakosok száma | 209  | 308  | 345  | 351  | 410  | 419  | 416  | 413  | 415  | 415  |
|               | 1968 | 1982 | 1990 | 2006 | 2013 | 2015 | 2017 | 2019 | 2020 | 2022 |